# بن باركر
بن باركر (بالإنجليزية: Ben Parker)‏ (8 نوفمبر 1987 في المملكة المتحدة - ) هو لاعب كرة قدم بريطاني في مركز الظهير. شارك مع منتخب إنجلترا تحت 16 سنة لكرة القدم ومنتخب إنجلترا تحت 17 سنة لكرة القدم ومنتخب إنجلترا تحت 18 سنة لكرة القدم ومنتخب إنجلترا تحت 19 سنة لكرة القدم. أما مع النوادي، فقد لعب مع برادفورد سيتي وليدز يونايتد ونادي كارلايل يونايتد ونادي جيزيلي ‏ ودارلينجتون إف سى.

## وصلات خارجية
- بن باركر على موقع قاعدة بيانات كرة القدم.إي يو (الإنجليزية)
- بن باركر على موقع Soccerbase.com (لاعب) (الإنجليزية)
- بن باركر على موقع Soccerway.com (الإنجليزية)